# Aenictus trigonus
Aenictus trigonus é uma espécie de formiga do gênero Aenictus.